# Luciano Corrêa
Luciano Ribeiro Corrêa (* 25. listopad 1982 Brasília) je brazilský zápasník–judista.

## Sportovní kariéra
S judem začal ve 4 letech v rodném městě. Ve 14 se přesunul do Belo Horizonte, kde se připravuje v klubu Minas Tênis pod vedením Floriana de Almeidy. V začátcích své sportovní kariéry bojoval o nominaci se zkušenějším Máriem Sabinem. V roce 2007 vybojoval v domácím prostředí titul mistra světa. Účastnil se olympijských her v roce 2008 a v roce 2012. V obou případech skončily jeho naděje na pěkný výsledek v úvodním kole s Nizozemcem Henkem Grolem. V roce 2016 v brazilské olympijské nominaci na domácí olympijské hry v Riu dostal přednost mladší Rafael Buzacarini.

### Vítězství
- 2006 - 1x světový pohár (Lisabon)
- 2009 - 1x světový pohár (Belo Horizonte)
- 2010 - 2x světový pohár (Sao Paulo, Moskva)
- 2013 - 1x světový pohár (Buenos Aires)
- 2014 - 2x světový pohár (Oberwart, Düsseldorf)
- 2015 - 2x světový pohár (Montevideo, Buenos Aires)
- 2017 - 1x světový pohár (Santiago)

## Výsledky

### Váhové kategorie
| Turnaj                  | 2002           | 2003           | 2004           | 2005           | 2006           | 2007           | 2008           | 2009           | 2010           | 2011           | 2012           | 2013           | 2014           | 2015           | 2016           | 2017           |  |
| Turnaj                  | 20             | 21             | 22             | 23             | 24             | 25             | 26             | 27             | 28             | 29             | 30             | 31             | 32             | 33             | 34             | 35             |  |
| Turnaj                  | polotěžká váha | polotěžká váha | polotěžká váha | polotěžká váha | polotěžká váha | polotěžká váha | polotěžká váha | polotěžká váha | polotěžká váha | polotěžká váha | polotěžká váha | polotěžká váha | polotěžká váha | polotěžká váha | polotěžká váha | polotěžká váha |  |
| ----------------------- | -------------- | -------------- | -------------- | -------------- | -------------- | -------------- | -------------- | -------------- | -------------- | -------------- | -------------- | -------------- | -------------- | -------------- | -------------- | -------------- |  |
| Olympijské hry          |                |                | —              |                |                |                | úč.            |                |                |                | úč.            |                |                |                | —              |                |  |
| Mistrovství světa       |                | —              |                | 3.             |                | 1.             |                | úč.            | úč.            | úč.            |                | úč.            | úč.            | úč.            |                | úč.            |  |
| Panamerické hry         |                | —              |                |                |                | 3.             |                |                |                | 1.             |                |                |                | 1.             |                |                |  |
| Panamerické mistrovství | 3.             | —              | —              | 1.             | —              | —              | —              | 3.             | —              | —              | —              | 3.             | 2.             | 2.             | 3.             | —              |  |

### Bez rozdílu vah
| Turnaj                  | 2002 | 2003 | 2004 | 2005 | 2006 | 2007 | 2008 | 2009 | 2010 | 2011 |
| Turnaj                  | 20   | 21   | 22   | 23   | 24   | 25   | 26   | 27   | 28   | 29   |
| ----------------------- | ---- | ---- | ---- | ---- | ---- | ---- | ---- | ---- | ---- | ---- |
| Mistrovství světa       |      | —    |      | —    |      | —    | úč.  |      | úč.  | —    |
| Panamerické mistrovství | —    | —    | —    | —    | —    | —    | —    | 1.   | —    |      |